# الخبر (السعودية)
الخُبَر؛ هي محافظة سعودية في المنطقة الشرقية بالمملكة العربية السعودية. تقع جنوب مدينة الدمام التي تبعد عنها بمسافة 17 كم، وتبعد عن محافظة الظهران 10 كم تقريبًا. وقد ازدهرت الخُبر بعد اكتشاف النفط، خاصة وأن المنطقة الشرقية هي المنطقة الأكثر والأهم في إنتاج النفط في المملكة العربية السعودية. يتركز غالبية الناتج من النفط في السعودية من المنطقة الشرقية، لذلك ازدهرت المنطقة الشرقية بالتجارة والصناعة، فتأسست مدن صناعية من الجبيل التي تعتبر أكبر مدينة صناعية في السعودية، وازدهرت مدن أخرى مثل بقيق والظهران ورأس تنورة وغيرها. جاءت الخُبر في أعلى قائمة أغلى المدن السعودية في تكاليف المعيشة، متجاوزة مدينتي جدة والرياض، وذلك بحسب مؤشر تكلفة المعيشة الذي تصدره قاعدة (Numdeo) العالمية للبيانات. حيث تصل تكاليف المعيشة في المدينة لأسرة مكونة من 4 أفراد 10.331 آلاف ريال.
وفي 9 أبريل 2024م أدرج مؤشر المدن الذكية الخاص بالمعهد الدولي للتنمية الإدارية "IMD" محافظة الخبر مدينة ذكية لعام 2024 بعدما أحتلت الترتيب 99، لتصبح خامس مدينة سعودية تنظم للمدن الذكية بجانب الرياض، ومكة المكرمة، والمدينة المنورة، وجدة.
في يوليو 2024م اعتُمدت مدينة الخبر مدينة صحية من منظمة الصحة العالمية بعد تحقيقها 80 معياراً عالمياً من معايير المدن الصحية.

## التسمية

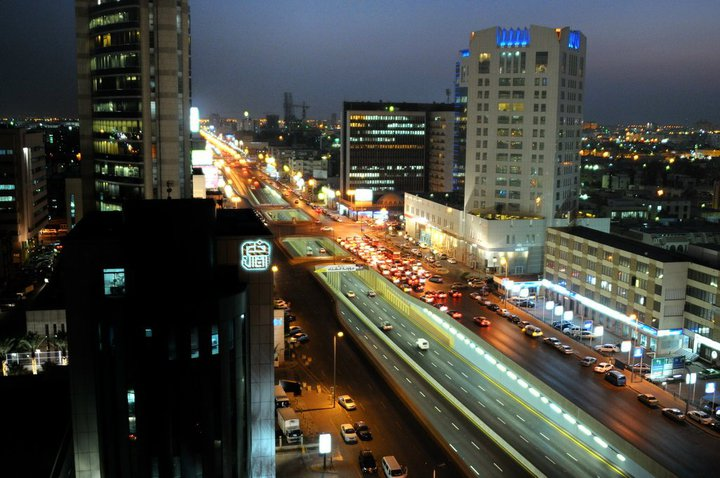

لا يُعرف أصل تسمية مدينة الخُبر على وجه التحديد، حيث يرى البعض بأن الاسم مُشتق من كلمة خبراء، وهو الغدير الذي تتجمع فيه مياه السيول والأمطار. ويرى آخرون أن كلمة (خُبَر) تعني شجر السّدر والأراك، وسمّيت به المدينة لكثرة هذه الأشجار على الساحل، ولا يزال ساحل المدينة يحتوي على مثل هذه الأشجار، ويحمل أحد أحياء الخبر اسم الراكة وهو اسم لشجرة الأراك، وهذا يدل على أنها تتكاثر هناك. وفي الساحل تطلق كلمة الخبر كجمع لكلمة خبره التي تعني جماعة، وكان الدواسر هناك جماعات صغيرة كل جماعة يطلق عليها اسم خبره.

## التاريخ

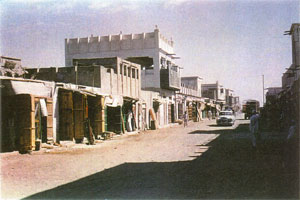
الخبر عام 1951

كانت الخبر منفذ صغير على الخليج، وهي قرية يسكنها أساسًا أفراد من قبيلة الدواسر، وفي عام 1935م عندما بدأت شركة البترول آنذاك (أرامكو السعودية الآن) التنقيب عن البترول في مدينة الظهران قرب الخبر وتصدير البترول المكتشف عبر فرضة في الخبر ثم تحول التصدير عبر ميناء رأس تنورة ولكن بقيت الخبر تنمو بسبب قرب المركز الرئيس لشركة أرامكو السعودية وتوسطها بين عدد من الجهات الكبرى. وتعتبر الخُبر من أكثر المدن السعودية ترتيبًا ونظامًا.
في عام 1348هـ/1929م نزلت أول بعثة جيولوجية في الظهران للبحث عن النفط، فراحت تبحث عن النفط إلى أن اكتشف في عام 1350هـ/1931م، أدى ذلك لانتعاش المدينة، حيث أُنشئ فيها رصيف بحري في عام 1353هـ/1934م لاستقبال سفن المواد والمؤن من البحرين لإمداد معسكرات العمال في الظهران، وأُنشئت كذلك خزانات نفط بالقرب من الرصيف لتستقبل النفط قبل شحنه للبحرين، وفي العام ذاته أنشأ خط أنابيب بحري، وقد تم إنشاء ميناء العزيزية في 1361هـ/1942م لعدم إمكانية استيعاب السفن التجارية وسفن الركاب القادمة، ومن ثم تم إنشاء مركز للشرطة، ومحكمة، وإدارة للجمارك.
وفي منتصف عام 1358هـ/1939م صدر نظام توزيع الأراضي بالخبر والدمام، وتأسست إمارة الخُبر وسميت بإمارة مقاطعة الظهران في عام 1359هـ/1940م بعدما كانت الخبر والظهران والدمام تابعة لإمارة القطيف، وفي عام 1361هـ/1942م أمر الملك عبد العزيز بإنشاء بلدية للخُبر بفرعين منفصلين: الدمام والظهران. وبعد انتقال الأمير سعود بن جلوي إلى الدمام، تأسست إمارة المنطقة الشرقية في عام 1370هـ/1951م وتحول مسمى إدارة مقاطعة الظهران إلى إمارة الخبر.
أمر الأمير سعود بن جلوي في عام 1372هـ/1953م بتشكيل هيئة مشاريع برئاسته، فأنشئت الهيئة المدرسة الابتدائية الأولى (معاذ بن جبل)، وهدم وبناء مسجد عبد الله بن عيسى آل خليفة (جامع السوق) وبناء جامع الثقبة ومبنى بلدية الخبر، وكذلك تم إنشاء سائد بحري لإقامة الكورنيش، وسفلتة شوارع الخبر (شارع خالد، محمد، سعود، فيصل) وإنشاء مبنى المحكمة القديم والمستوصف السابق.

## الجغرافيا

### المناخ
مناخ الخُبر حار صيفًا ومعتدل في الشتاء. وتبلغ درجة الحرارة ذروتها في الصيف عندما يكون متوسطها 50 مئوية، وفي الشتاء 15ْ مئوية، وتبلغ نسبة الرطوبة 83% صيفًا و 48% شتاء، وتبلغ كمية الأمطار 85 مليمتر في العام.
حار صيفا معتدل شتاء .
| البيانات المناخية لمدينة الخبر    | البيانات المناخية لمدينة الخبر | البيانات المناخية لمدينة الخبر | البيانات المناخية لمدينة الخبر | البيانات المناخية لمدينة الخبر | البيانات المناخية لمدينة الخبر | البيانات المناخية لمدينة الخبر | البيانات المناخية لمدينة الخبر | البيانات المناخية لمدينة الخبر | البيانات المناخية لمدينة الخبر | البيانات المناخية لمدينة الخبر | البيانات المناخية لمدينة الخبر | البيانات المناخية لمدينة الخبر | البيانات المناخية لمدينة الخبر | البيانات المناخية لمدينة الخبر |
| الشهر                             | يناير                          | فبراير                         | مارس                           | أبريل                          | مايو                           | يونيو                          | يوليو                          | أغسطس                          | سبتمبر                         | أكتوبر                         | نوفمبر                         | ديسمبر                         |                                | السنة                          |
| --------------------------------- | ------------------------------ | ------------------------------ | ------------------------------ | ------------------------------ | ------------------------------ | ------------------------------ | ------------------------------ | ------------------------------ | ------------------------------ | ------------------------------ | ------------------------------ | ------------------------------ | ------------------------------ | ------------------------------ |
| أعلى درجة حرارة مسجلة م° (ف°)     | 33 (91)                        | 35 (95)                        | 38 (100)                       | 40 (104)                       | 42 (108)                       | 47 (117)                       | 53 (127)                       | 55 (131)                       | 45 (115)                       | 42 (108)                       | 41 (106)                       | 34 (93)                        |                                | 55 (131)                       |
| متوسط درجة الحرارة العظمى م° (ف°) | 20 (70)                        | 22 (74)                        | 26 (80)                        | 33 (91)                        | 36 (97)                        | 40 (104)                       | 42 (108)                       | 43 (110)                       | 40 (104)                       | 35 (95)                        | 33 (91)                        | 21 (71)                        |                                | 33 (91)                        |
| متوسط درجة الحرارة الصغرى م° (ف°) | 10 (50)                        | 12 (53)                        | 15 (60)                        | 21 (70)                        | 23 (73)                        | 24 (75)                        | 26 (79)                        | 27 (81)                        | 25 (77)                        | 23 (73)                        | 22 (72)                        | 11 (53)                        |                                | 22 (72)                        |
| أقل درجة حرارة مسجلة م° (ف°)      | 1 (37)                         | 2 (52)                         | 13 (55)                        | 12 (54)                        | 13 (55)                        | 19 (66)                        | 21 (70)                        | 23 (73)                        | 21 (70)                        | 20 (68)                        | 17 (63)                        | 10 (50)                        |                                | 3 (37)                         |
|                                   |                                |                                |                                |                                |                                |                                |                                |                                |                                |                                |                                |                                |                                |                                |
| معدل سقوط الأمطار ملم (انش)       | 5 (0.2)                        | 6 (0.3)                        | 1 (0.1)                        | 1 (0.1)                        | 5 (0.5)                        | 0 (0)                          | 0 (0)                          | 0 (0)                          | 0 (0)                          | 0 (0)                          | 25 (1.0)                       | 31 (1.2)                       |                                | 67 (2.6)                       |

## التقسيمات الإدارية

### أحياء مدينة الخبر

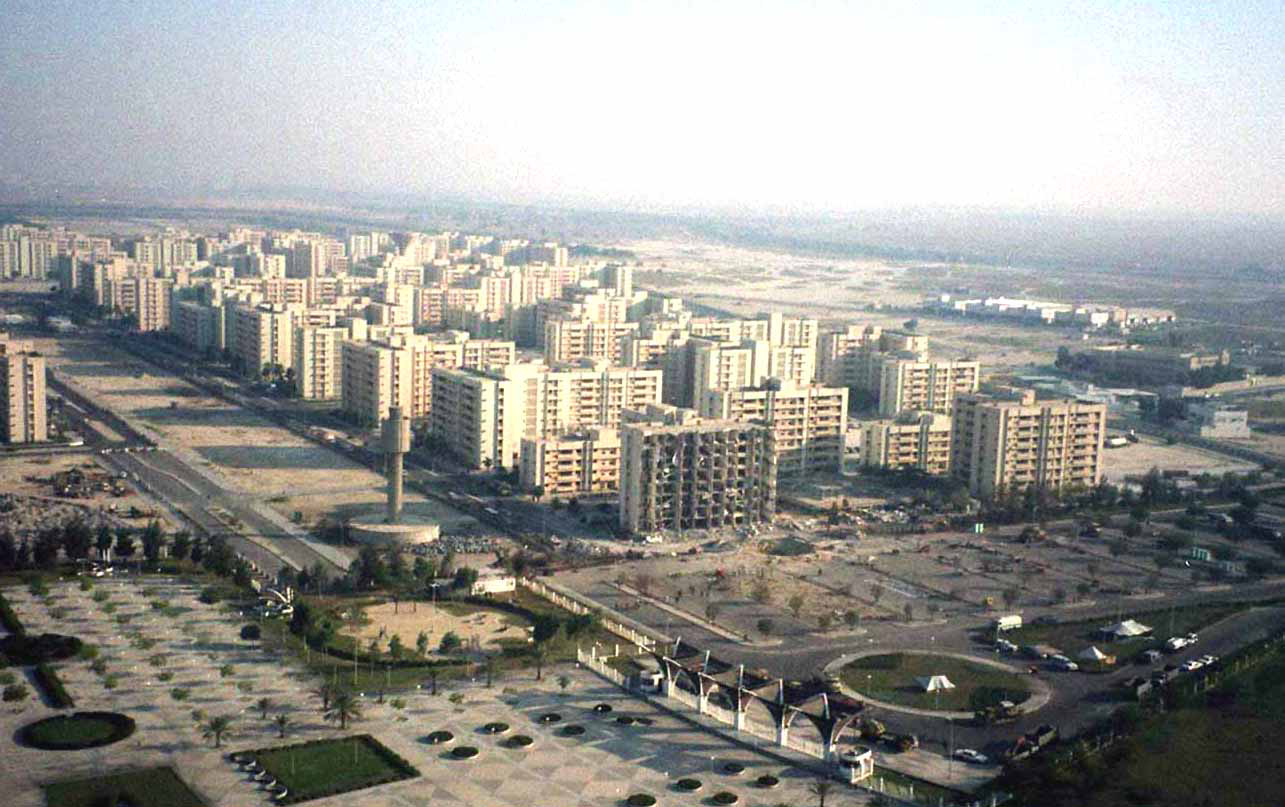
أحد أحياء مدينة الخبر

تضم مدينة الخبر عدداً من الأحياء، وهي:
- حي الخبر الشمالية
- حي الخبر الجنوبية
- العقربية
- حي الجسر
- حي الحزام الأخضر
- حي الحزام الذهبي
- حي الراكة
- حي الكورنيش
- حي الهدا
- حي مدينة العمال
- حي الإسكان
- حي البستان
- حي السفن
- حي المدينة الرياضية
- حي البندرية
- حي الجوهرة
- حي الروابي
- حي الخزامى
- حي اليرموك
- حي الأندلس
- حي التحلية
- حي الراكة الجنوبية
- حي الثقبة
- حي صناعية الثقبة
- حي العقيق
- حي البحر
- حي التعاون
- حي العليا
- حي الساحل
- حي البحيرة
- حي قرطبة
- صناعية الفواز
- حي الشراع
- حي القصر
- حي الأمواج
- حي الصواري (العزيزية)
- حي اللؤلؤ ( العزيزية)
- حي الحمراء
- حي الخور
- حي الرجاء
- حي الكوثر (العزيزية)
- حي المرجان
- حي ابن سيناء
- حي إشبيلية

## التركيبة السكانية

كورنيش الخبر

تعتبر الخُبر من المدن السعودية الوحيدة التي يشكّل فيها المقيمون غير السعوديون أغلبية سكانها حيث يشكلون 65.2% من سكانها، ويعود ذلك إلى تواجد الشركات البترولية التي زادت الحاجة إلى الأطباء والمهندسيين والفنيين مما أدى إلى كثرة العمالة غير السعودية في هذه الشركات.

## النشاط الاقتصادي
يتكامل النشاط الاقتصادي في مدن المنطقة بين الخبر والدمام والظهران. فهناك منطقتان صناعيتان كبريان، إحداها في الظهران، والثانية بين الدمام والخبر. وأغلب النشاط الاقتصادي في الخبر يعتمد على التجارة، حيث أُنشئت المجمعات المركزية والفنادق والمصارف. أما الزراعة فتقتصر على البساتين والحدائق في الأطراف الشمالية والغربية، وفيها مزارع للدواجن والخضراوات والفواكه. وهناك بعض الصناعات الاستهلاكية، مثل: مواد البناء والمياه الغازية والملابس والألبان والغازات الصناعية.

## السياحة

الواجهة البحرية بالخُبر

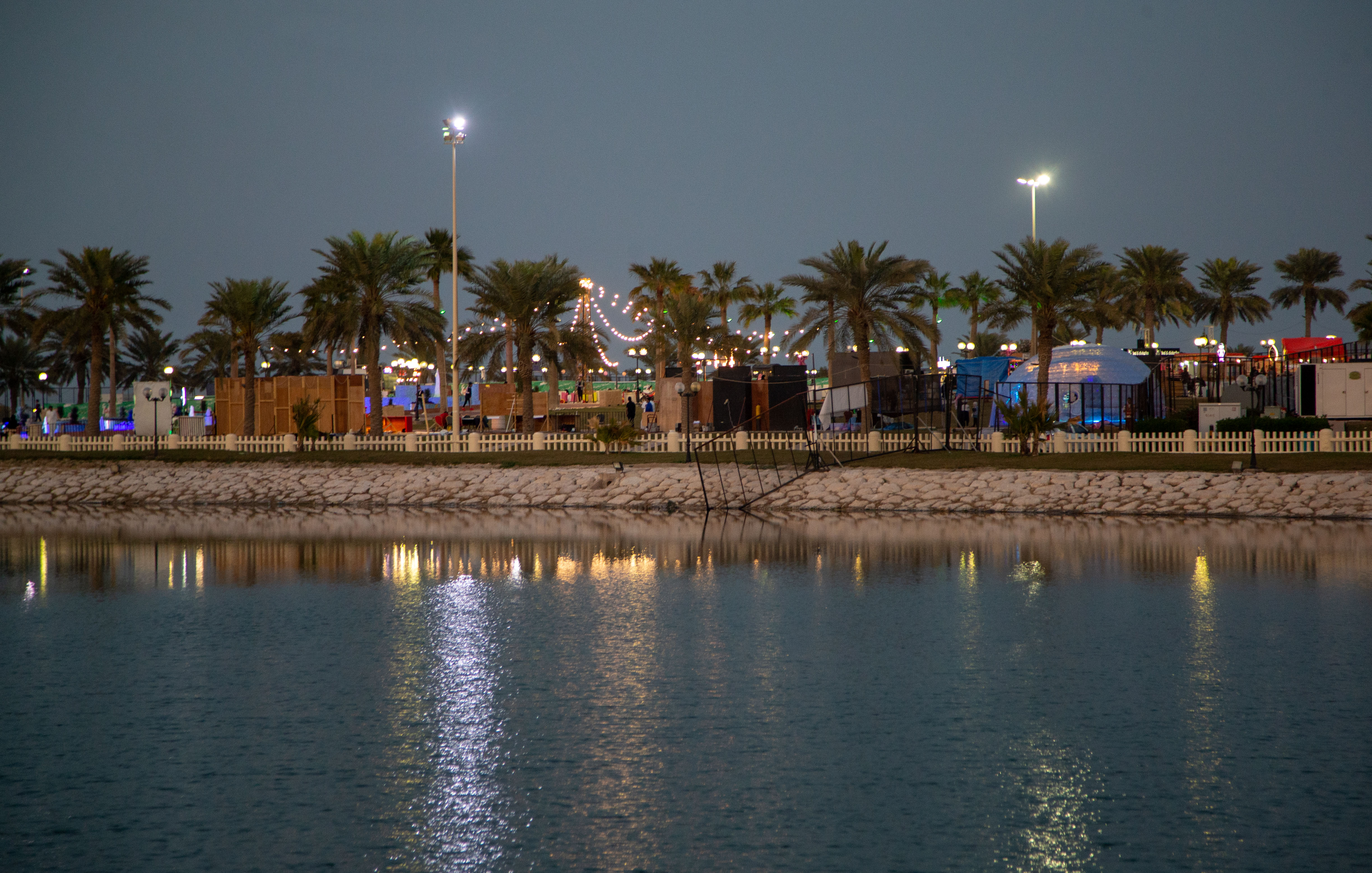
كورنيش الخبر أثناء الغروب

تعد الخبر من أبرز المدن الجاذبة للسياح في المملكة إذ تحفل الخبر بالحدائق والمتنزهات، كما تتميز بشواطئها الجميلة على الخليج العربي، التي من أهمها شاطئ الغروب، وشاطئ العزيزية. وهناك مدينة الملك فهد السّياحية، التي تضم المتنزهات وصالات الألعاب والمرح. إضافة إلى الواجهات البحرية وغيرها من المرافق السياحية.

### مهرجانات وفعاليات
- موسم الشرقية (2019)

لافتات مهرجان صيف الشرقية.

- مهرجان الخُبر السياحي 2014، 2015، 2016
- مهرجان صيف المنطقة الشرقية السياحي 2010 م
- مشاركة مدينة الخبر في «ساعة الأرض» 2010/ 27 مارس
- الملتقى الأول لليوم العالمي لمتلازمة داون 2010 م
- مهرجان الكتاب الأول 2009 م (سايتك)
- رالي الشرقية 2008
- ملتقى شباب الخبر الأول 2006 -2010
- فعاليات ملتقى الطفل 2007 م
- سباق الجري الخيري
- مهرجان موبايلي (أقلبها فله) 2007 م
- مهرجان الربيع الثقافي 2009 م (سايتك)
- سباق الجري الخيري السنوي الرابع عشر 2009 م (لصالح حملة التوعية بالعنف الأسري)
- مهرجان أوتوموتو للسيارات الكلاسيكية 2009 م
- مهرجان اليوم التطوعي بشاطئ نصف القمر 2009 م
- مهرجان السيارات المعدلة الأول 2007 _ 2009
- سباق الدبابات البحرية 2009 م
- بطولة المملكة الأولى للقوارب الشراعية 2009 م

### الفنادق
فنادق من فئة 
| - فندق إنتركونتيننتال - فندق موفينبيك - فندق رامادا الخبر - فندق الخليج مريديان - فندق كورال إنترناشيونال - فندق سوفيتيل الخبر - فندق كروان بلازا الخبر - فندق كورال الظهران | - فندق القصيبي - فندق الهوليدي إن - فندق الميركيور - فندق توليب إن - فندق كارلتون المعيبد - فندق قصر الخليج |

فنادق من فئة 
| - فندق البادية - فندق الحماد - فندق النمران - فندق الإقبال | - فندق العيد - فندق البستان - فندق قصر الخبر - فندق السلام |

### المنتجعات والشاليهات
يوجد عدد من الشاليهات والمنتجعات المطلة على الخليج العربي مثل:
| - منتجع شاطئ الغروب - منتجع قرية الخليج السياحية مكارم - شاليهات الأمير محمد بن فهد - منتجع شاطئ النخيل - منتجع قرية الشعلة السياحية - شاليهات قرية نصف القمر | - منتجع لافونتين نصف القمر - منتجع هوليداي إن - شاليهات إشراقة المجد - بافانا بيتش الخبر - منتجع المسيلة - منتجع أمواج - نادي الأمواج البحري |

### الأسواق والمجمعات التجارية
تتميز مدينة الخُبر بأسواقها ومجمعاتها التجارية والتي تعد ضمن الأشهر على مستوى المملكة ومن أبرزها:
- مجمع الراشد التجاري
- فينسيا مول
- مجمع الخبر بلازا
- سوق الرحمانية
- سوق الجوهرة
- مجمع العيسى التجاري
- مجمع فؤاد سنتر
- سوق الدانوب (جمعة ستي سنتر سابقًا )
- قرية القصيبي
- مجمع الخريجي التجاري
- مجمع الفنار
- الشيخ أفنيو
- مجمع الرواق التجاري
- الشبيلي جراند مول (متعثر)
- الواحة مول
- أسواق لولو هايبر ماركت
- أسواق العثيم (جديد)
- الخبر مول

### المنتزهات والحدائق

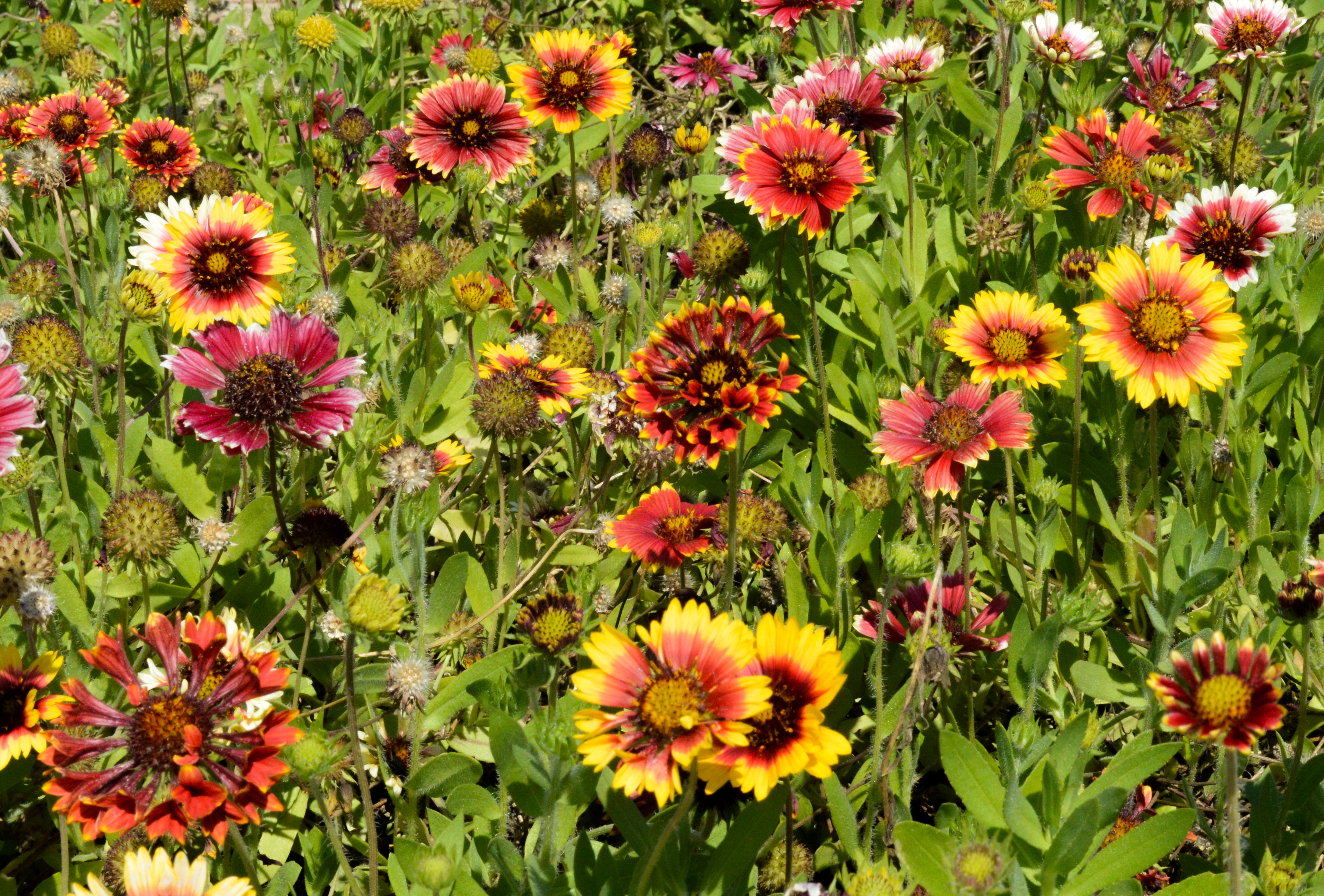
أزهار في إحدى مناطق شمال المدينة، فبراير 2014

يوجد عدد من المنتزهات والحدائق الجديدة والتي تشمل ألعاب أطفال وملاعب كرة قدم وكرة سلة ومشايات خرسانية ومسطحات خضراء وأشجار وشجيرات وزهور وشبكات إنارة وشبكات ري ومضخات
- حديقة الورود الواقع في حي الحزام الذهبي تبلغ مساحتها 8568 م2
- حديقة قرطبة في حي العنزي تبلغ مساحتها 8800 م2
- حديقة الشيخ حمد بن عمار الخالدي في حي الراكة تبلغ مساحتها 8568 م2
- حديقة الخزامى في حي الخزامى تبلغ مساحتها 5440 م2
- حديقة الربيع في حي الثقبة تبلغ مساحتها 7440 م2
- متنزه الشيخ علي العبد الله التميمي في حي الجسر تبلغ مساحتها 2300 م2
- حديقة الأغصان في حي الحزام الذهبي تبلغ مساحتها 6450 م2
- حديقة إسكان الخبر
- حديقة السوسن في حي الثقبة.[14]

## البنية التحتية

### أهم شوارعها

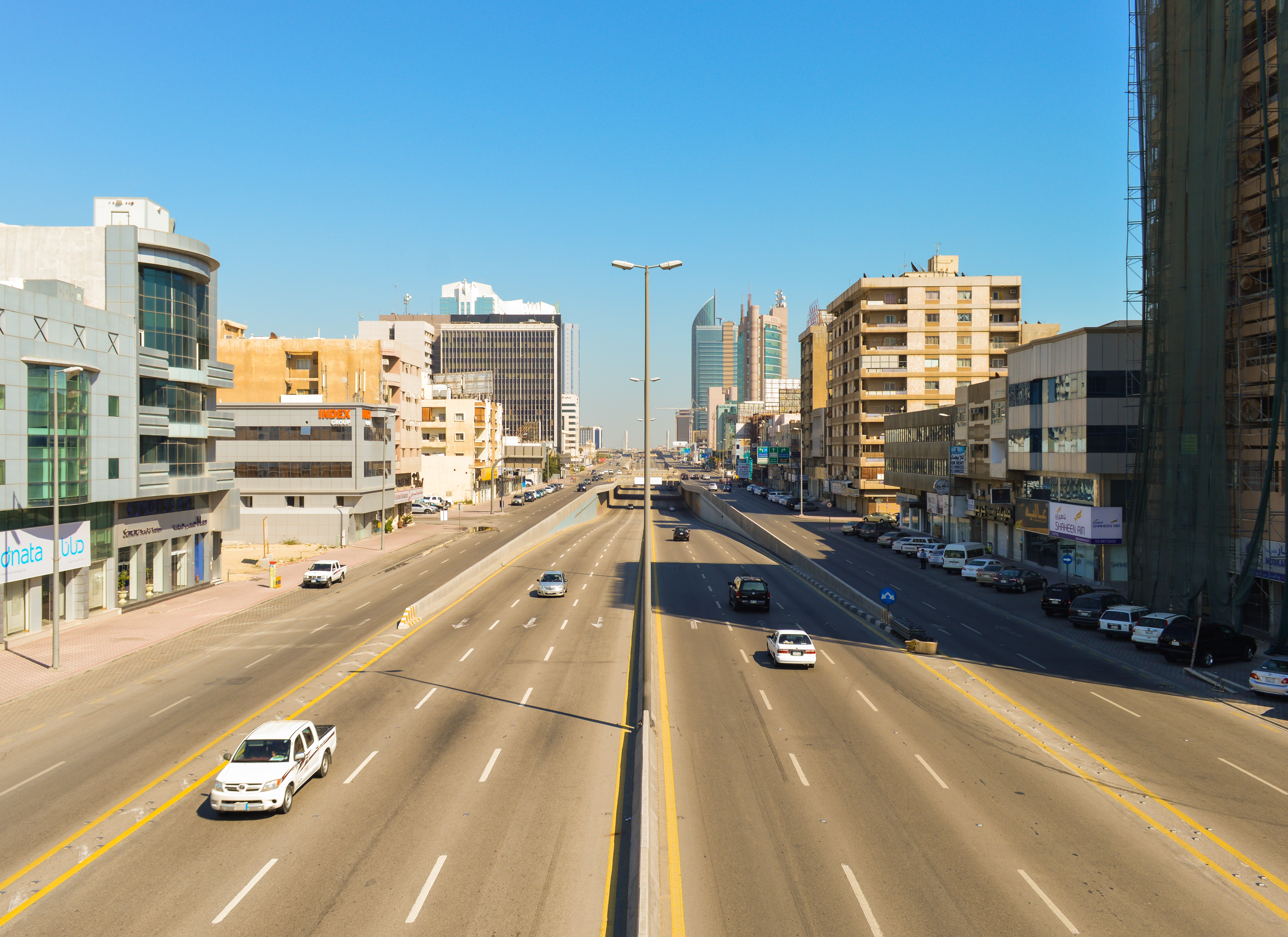
طريق الملك فهد

- طريق الملك عبد الله بن عبد العزيز آل سعود (طريق الظهران سابقًا)
- طريق الملك عبد العزيز
- طريق الملك سلمان بن عبد العزيز
- طريق الملك فهد بن عبد العزيز آل سعود
- طريق الملك سعود بن عبد العزيز (طريق القشلة سابقًا)
- طريق الملك فيصل بن عبد العزيز (طريق الدمام ـ الخبر ساحلي سابقًا)
- طريق الملك خالد بن عبد العزيز آل سعود
- طريق الأمير فيصل بن فهد (شارع البيبسي سابقًا)
- شارع الأمير تركي بن عبد العزيز
- طريق الكورنيش
- شارع الأمير بندر بن عبد العزيز (شارع السويكت سابقًا)
- شارع الأمير حمود بن عبد العزيز
- شارع مكة المكرمة

### الخدمات الصحية
يوجد بمدينة الخُبر الكثير من المستشفيات والمراكز الصحية المنتشرة في جميع أرجاء المدينة المجهزة بأحدث وأهم التقنيات الحديثة العالمية وكادر طبي مختص في كل المجالات الطبية ومن أبرز هذه المستشفيات:
- مستشفى الملك فهد الجامعي في حي العقربية
- مستشفى الدكتور محمد فخري والراجحي في حي الخبر الشمالية
- مستشفى سعد التخصصي في حي العقربية (متوقف من العمل)
- مستشفى المانع العام في حي الخبر الشمالية
- مستشفى محمد الدوسري في حي الخبر الجنوبية
- مستشفى السلامة في حي الخبر الشمالية
- مستشفى الرعاية بروكير في حي العليا
- مستشفى المواساة (جديد) في حي القرطبة
- مسستشفى السلام (جديد) في حي الراكة الجنوبي
- مستشفى الدكتور سليمان الحبيب (جديد) حي البندرية
- مستشفى الخبر الحكومي (متعثر) في حي الخزامى
- مستوصف الجزيرة في حي الثقبة
- مستوصف الخبر التعاوني في حي العقربية

### النقل والمواصلات
تتصل الخبر بالمناطق الأخرى بشبكة من الطرق، أهمها:
1. طريق الملك فهد بن عبد العزيز (الخبر ـ الدمام (18 كم)).
2. طريق الخبر ـ الظهران ـ جامعة الملك فهد (10 كم).
3. طريق الخبر ـ العزيزية ـ شاطئ نصف القمر (45 كم).
4. طريق الخبر ـ العقير - سلوى جديد (98 كم).
5. طريق طريق الملك فيصل (الخبر ـ الدمام الساحلي المزدوج (18 كم)).
6. جسر الملك فهد (طريق الخبر ـ البحرين (25 كم)).

كما أن في جنوب مدينة الخبر يقع جسر الملك فهد الذي يمتد عبر الخليج العربي
لمسافة 25 كم، ليصل المملكة العربية السعودية بمملكة البحرين.

## أهم معالم الخبر

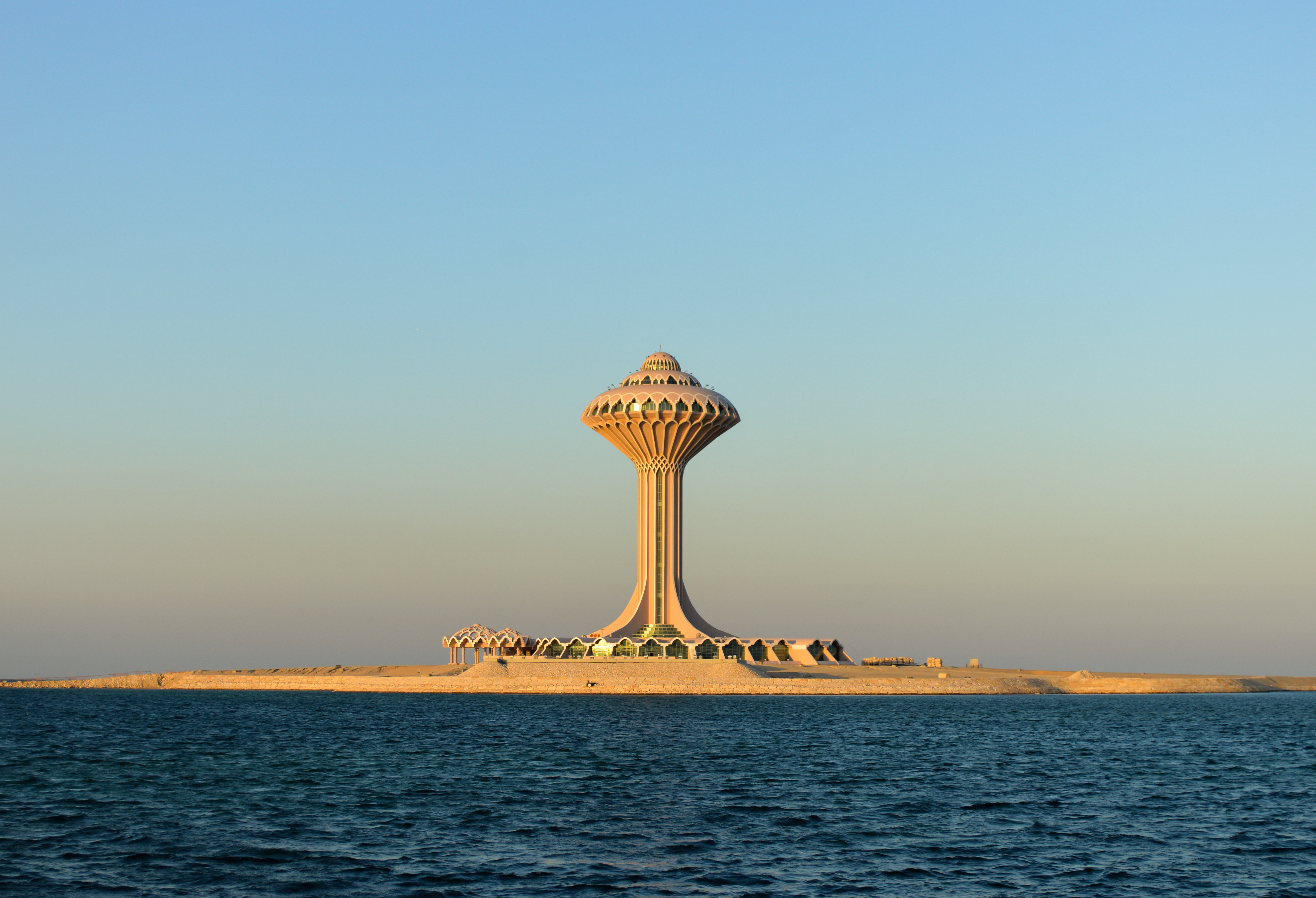
برج المياه

- مركز الملك عبد العزيز للثقافة العالمية (إثراء) في مدينة الظهران.
- الواجهة البحرية.
- كورنيش الخبر.
- شاطي العزيزية.
- جسر الملك فهد الذي يصل بين السعودية والبحرين وطوله 25 كم.[15][16]
- مدينة الملك فهد الساحلية.
- منتجع شاطئ الغروب.
- مركز الأمير سلطان بن عبد العزيز للعلوم والتقنية (سايتك).
- برج الحقيط
- جزيرة الدغيثر[15]
- مسجد سالم بن لادن

## الرياضة

شعار نادي القادسية السعودي.

تملك مدينة الخبر تاريخ رياضي عريق حيث تعد أول مدينة لعبت بها كرة القدم بالمنطقة الشرقية كما أن لها دور رياضي بارز في دعم الرياضة السعودية عبر نادي القادسية، حيث يُعد أكبر نادي بشرق البلاد من حيث عدد البطولات في كافة الألعاب. ويلعب القادسية مبارياته في مدينة الأمير سعود بن جلوي الرياضية. كما تضم الخبر منشأة رياضية ضخمة وهي المدينة الرياضية (الصالة الخضراء).

## التعليم

### التعليم العام
تتوفر في مدينة الخُبر جميع القطاعات التعليمية. فالمدارس تنتشر في أرجاء المدينة وعلى مستوى عال سواء مدارس حكومية أو أهلية ومنها ما يتيح التعليم بلغات مختلفة نظرًا لوجود جنسيات مختلفة تسكن مدينة الخبر. مما جعل مدينة الخبر مركزًا تعليميًا مهمًا. ما يعكس مدى التطور والاهتمام بالتعليم في المدينة.

شعار جامعة الأمير محمد بن فهد

### الجامعات والمعاهد
- جامعة الأمير محمد بن فهد الأهلية.
- جامعة الإمام عبد الرحمن بن فيصل.
- مركز الخليج للتدريب.
- كلية سعد للتمريض والعلوم الصحية.
- كلية محمد المانع للتدريب الصحي.
- معهد المواساة للعلوم التطبيقية.
- معهد التنمية العربي.
- الأكاديمية السعودية للغات والتدريب.

كما أنه يقربها عدد من الجامعات والكليات والمعاهد التي تقع بينها وبين مدينتي الدمام والظهران المجاورتين لمدينة الخبر ومن أبرزها جامعة الملك فهد للبترول والمعادن (KFUPM) وجامعة الدمام الواقعة على الطريق الساحلي بين مدينتي الدمام والخُبر .

## مرافق دينية

### مساجد وجوامع مدينة الخبر

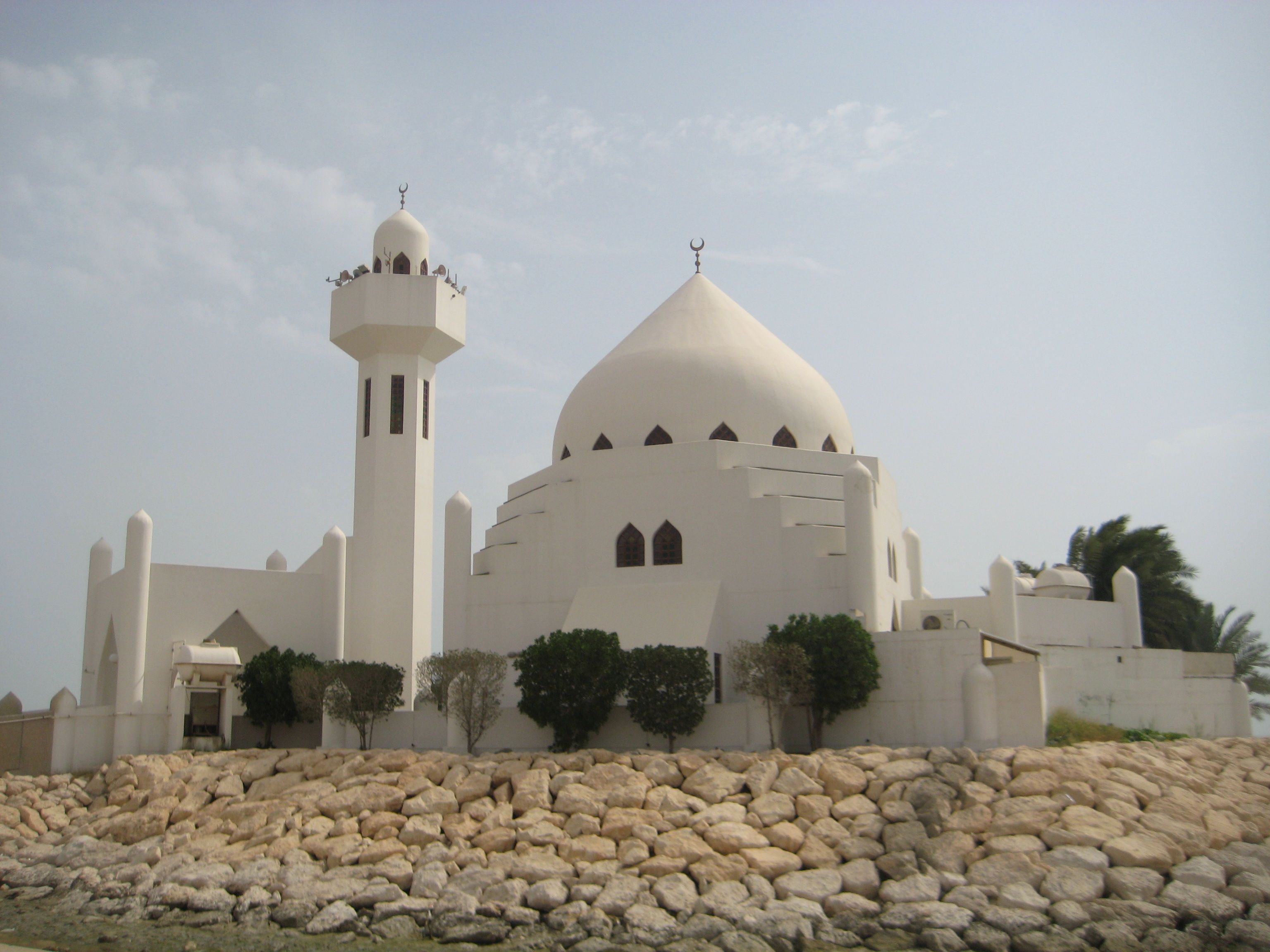
مسجد كورنيش الخبر.

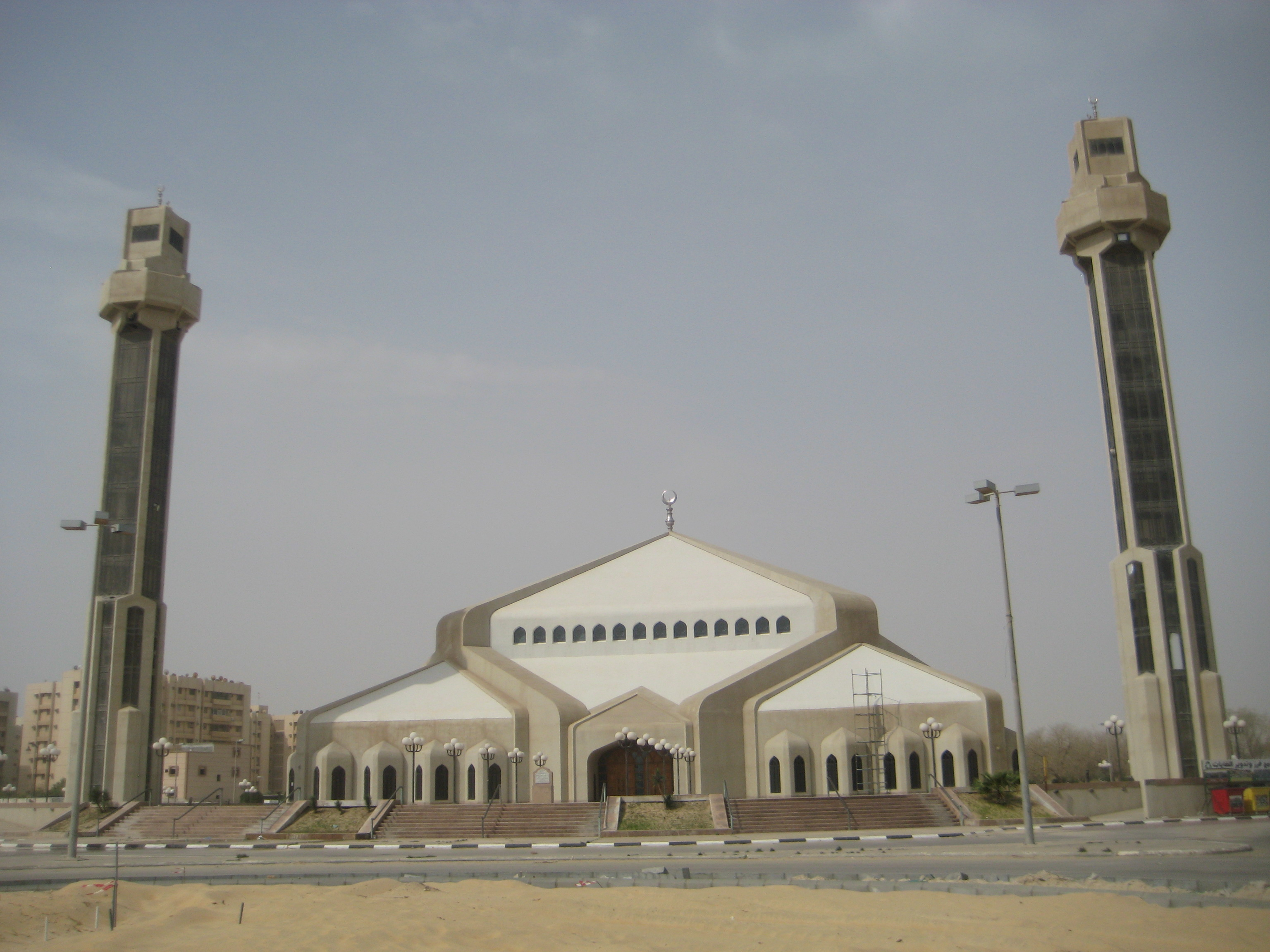
جامع الملك فهد.

تحتوي مدينة الخبر على عدد من الجوامع والمساجد ومصليات العيد. من أكبر جوامع الخبر:
- جامع خادم الحرمين الشريفين.
- جامع الأمير سلطان بن عبد العزيز (الكورنيش).
- جامع القصيبي.
- جامع المهيدب.
- جامع حذيفة ابن اليمان.
- جامع العقربية.
- جامع عمر بن عبد العزيز.
- جامع الدوسري (حي الجسر).
- جامع الزامل.
- جامع مكة المكرمة.
- جامع الخضري.
- جامع السويكت.
- جامع النور بالخبر الشمالية.
- جامع عبد الرحمن بن عوف.
- مسجد الحريري.
- مسجد سالم بن لادن.
- مسجد الأبرار (حي الموسى)

### الجمعيات والمؤسسات الخيرية
- جمعية البر «مبرة الإحسان الخيرية» بمحافظة الخبر.
- الجمعية الخيرية للأمومة والطفولة بالمنطقة الشرقية.
- الجمعية الخيرية لرعاية الأيتام بالمنطقة الشرقية (بناء) .
- جمعية فتاة الخليج الخيرية النسائية.
- الندوة العالمية للشباب الإسلامي بالخبر.
- مكتب الدعوة والإرشاد ودعوة الجاليات بالخبر.
- الجمعية الخيرية لتحفيظ القرآن الكريم بالخبر.
- مجمع الأمير سلطان للتأهيل.
- الجمعية السعودية الخيرية لرعاية مرضى السرطان بالشرقية.
- جمعية الرحمة الطبية الخيرية.
- جمعية السكر والغدد الصماء.
- جمعية ود للتكافل والتنمية الأسرية.
- جمعية التوعية والتاهيل الاجتماعي (واعي)

## كتب وإصدارت عن مدينة الخبر
- كتاب أيام زمان الخبر وما جاورها للكاتب عبد الله المدني
- كتاب الخبر واجهة المنطقة الشرقية للكاتب عبد الله بن أحمد الشياط
- كتاب هذه بلادنا الخبر للكاتب عبد الله أحمد الشباط